# فرانك فروهلينج
فرانك فروهلينج (بالإنجليزية: Frank Froehling) مواليد 19 مايو 1942 في سان دييغو، هو لاعب كرة مضرب أمريكي سابق بدأ مسيرته كمحترف سنة 1968 وكان يلعب باليد اليمنى، اعتزل اللعب في 1973. أعلى تصنيف له في الفردي كان المركز الـ 6 في سنة 1963.

## روابط خارجية
- فرانك فروهلينج على موقع رابطة محترفي التنس (الإنجليزية)
- فرانك فروهلينج على موقع الاتحاد الدولي لكرة المضرب (الإنجليزية)
- فرانك فروهلينج على موقع كأس ديفيز (الإنجليزية)
- فرانك فروهلينج على موقع خلاصة التنس.كوم (الإنجليزية)